# Ectoneura caledonica
Ectoneura caledonica är en kackerlacksart som först beskrevs av Lucien Chopard 1924.  Ectoneura caledonica ingår i släktet Ectoneura och familjen småkackerlackor.
Artens utbredningsområde är Nya Kaledonien. Inga underarter finns listade i Catalogue of Life.